# Benjamin Franklin Cheatham

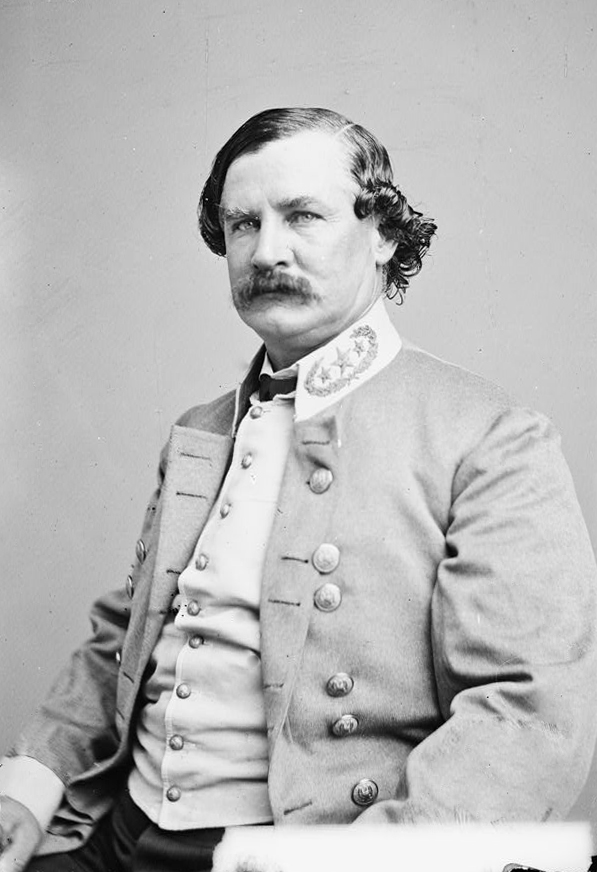
Generalmajor Benjamin F. Cheatham

Benjamin Franklin Cheatham (* 20. Oktober 1820 in Nashville, Tennessee; † 4. September 1886 ebenda) war ein Farmer, Goldminenbesitzer in Kalifornien und Generalmajor im konföderierten Heer.

## Leben
Cheatham wurde 1820 in Nashville geboren. Bei Ausbruch des Mexikanisch-Amerikanischen Krieges 1846 ging er zum 1. Tennessee Infanterie-Regiment im Rang eines Hauptmanns. 1848, bei Ende des Krieges, war er Kommandeur des 3. Tennessee Infanterie-Regiments, als er seinen Abschied nahm. 1849 zog er nach Kalifornien, vom Goldrausch angelockt. 1853 kam er zurück nach Nashville, arbeitete als Pflanzer und diente als Brigadegeneral in der Miliz von Tennessee.
Nach Ausbruch des Bürgerkrieges trat er am 9. Mai 1861 in das Heer der Konföderierten ein, wurde aufgrund seiner militärischen Erfahrung als Brigadegeneral angenommen und bekam das Kommando über eine Brigade im Westen des Distrikts unter Generalmajor Leonidas Polk. Seine erste Bewährungsprobe hatte er am 7. November desselben Jahres im Gefecht bei Belmont in Missouri, als er drei Brigaden aus General Gideon Johnson Pillows Division gegen die Unionstruppen unter Ulysses S. Grant führte, was von den Konföderierten als Sieg beurteilt wurde. Im Dezember wurde er für diesen Erfolg vom Kongress ausgezeichnet und am 10. März 1862 zum Generalmajor befördert. Er wurde zum Kommandeur der 2. Division der Mississippi-Armee ernannt. In der Folgezeit führte er die Division in der Schlacht von Shiloh am 6. und 7. April 1862, in der er verwundet wurde.
Als General Braxton Bragg den Oberbefehl über die Armee übernahm, folgte ihm Cheatham in der Schlacht bei Perryville und vom 31. Dezember 1862 bis 2. Januar 1863 in der Schlacht am Stones River sowie in der Schlacht am Chickamauga am 19. und 20. September 1963. Daraufhin wurde er am 29. September 1863 zum Kommandierenden General ernannt. Als Bragg vom 23. bis 25. November 1863 in der Schlacht von Chattanooga von Grant besiegt wurde, sicherte Cheatham die rechte Flanke und konnte gegen Ende der Schlacht das weitere Vordringen der Unionstruppen noch verhindern.
1864 kämpfte er im Atlanta-Feldzug unter General Joseph E. Johnston und später unter Generalleutnant John Bell Hood sowie bei der Schlacht an der Ezra Church, wo er verwundet wurde. Cheatham war Kommandierender General während der Schlachten rund um Atlanta und ersetzte General William Joseph Hardee, der den Dienst quittierte, als Hood das Kommando übernahm.
Nach Ende des Krieges lehnte Cheatham das Angebot von US-Präsident Grant ab, eine staatliche Stelle in einer Bundesbehörde zu besetzen, und kandidierte 1872 ohne Erfolg für einen Sitz im Repräsentantenhaus der Vereinigten Staaten. Als Demokrat unterlag er dem Republikaner Horace Maynard. In der Folge fungierte er vier Jahre lang als Superintendent im Staatsgefängnis von Tennessee, ehe er ab 1885 bis zu seinem Tod am 4. September 1886 als Postmeister von Nashville tätig war.
Cheathams Sohn, Benjamin Franklin Jr., war Generalmajor im US-Heer und diente im Spanisch-Amerikanischen Krieg sowie im Ersten Weltkrieg.